# Montagnes de Vitoria-Gasteiz
Les montagnes de Vitoria-Gasteiz (Gasteizko mendiak en basque ou Montes de Vitoria en espagnol) sont un massif qui se situe dans la province de l'Alava et l'enclave de Treviño (Burgos) dans les Montagnes basques, au sud de la ville de Vitoria-Gasteiz.

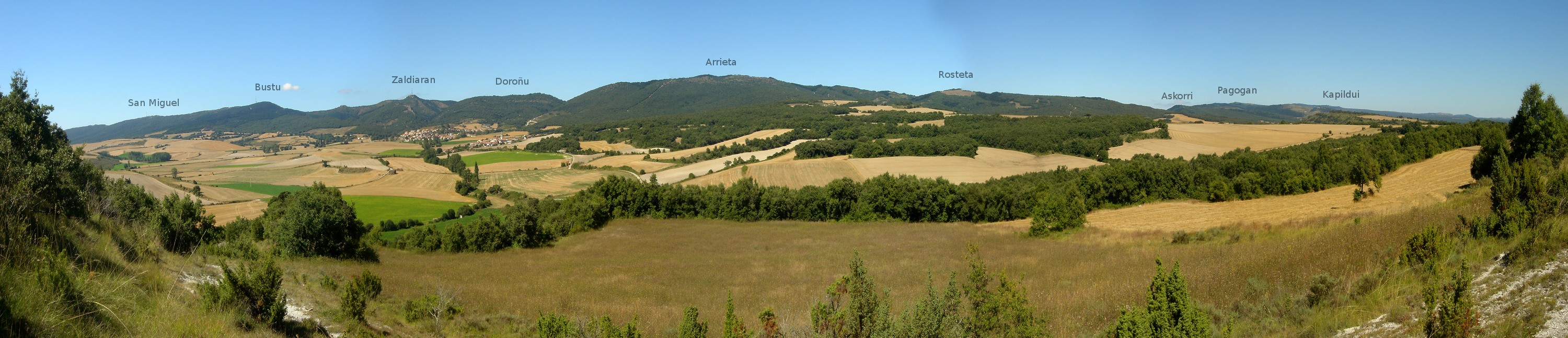
Vue générale des montagnes de Vitoria-Gasteiz depuis Treviño.

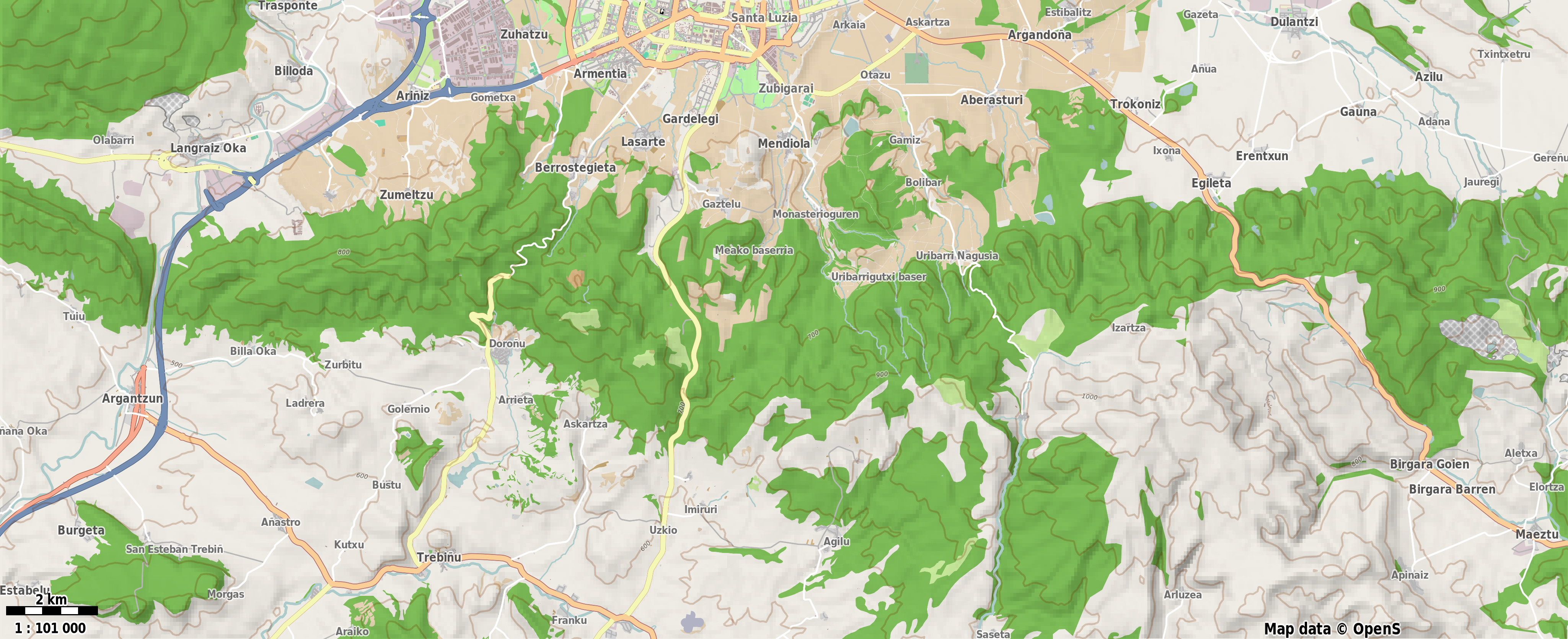
Carte des montagnes de Vitoria-Gasteiz.

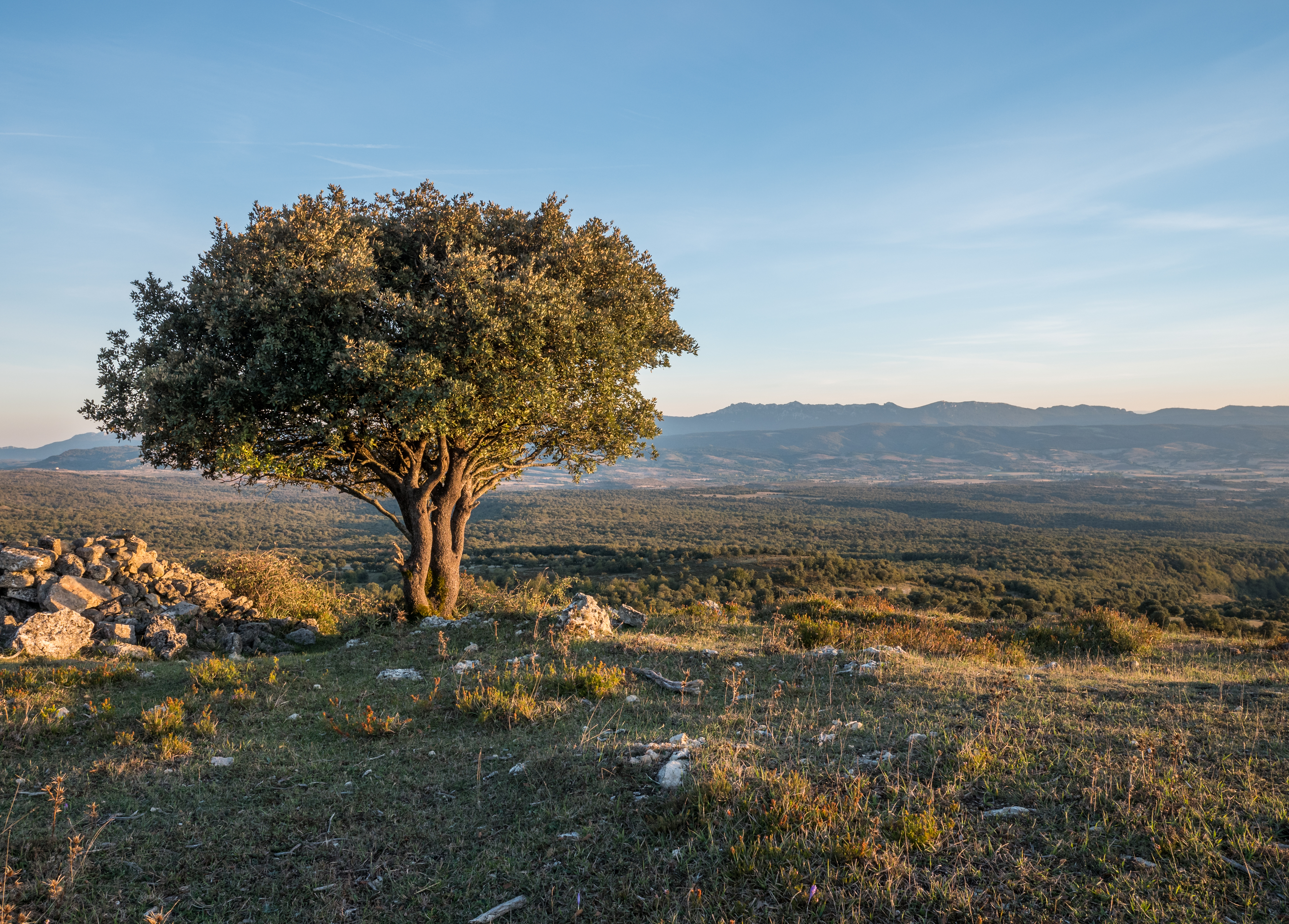
Dans les montagnes de Vitoria-Gasteiz. Au premier plan, un chêne vert. Au fond, la cordillère Cantabrique.

## Sommets[2]
- Kapildui, 1 176 m 42° 45′ 58″ nord, 2° 32′ 16″ ouest (Alava)
- Butxisolo, 1 146 m 42° 45′ 41″ nord, 2° 33′ 44″ ouest (enclave de Treviño)
- Indiagana, 1 098 m 42° 47′ 11″ nord, 2° 29′ 00″ ouest (Alava)
- Elabe, 1 068 m 42° 47′ 42″ nord, 2° 29′ 25″ ouest (Alava)
- Santa Pezarra, 1 068 m 42° 45′ 18″ nord, 2° 31′ 20″ ouest (Alava)
- Arbozu, 1 063 m 42° 46′ 53″ nord, 2° 28′ 51″ ouest (Alava)
- Itxogana, 1 063 m 42° 47′ 49″ nord, 2° 29′ 36″ ouest (Alava)
- Arraialde, 1 049 m 42° 46′ 07″ nord, 2° 30′ 33″ ouest (Alava)
- Zalbizkar, 1 046 m 42° 46′ 08″ nord, 2° 36′ 11″ ouest (entre l'Alava et l'enclave de Treviño)
- Lete, 1 042 m 42° 46′ 33″ nord, 2° 30′ 55″ ouest (Alava)
- Galartza, 1 039 m 42° 47′ 06″ nord, 2° 32′ 34″ ouest (Alava)
- Pagogan, 1 029 m 42° 46′ 06″ nord, 2° 36′ 52″ ouest (entre l'Alava et l'enclave de Treviño)
- Peña del Silo, 1 018 m 42° 46′ 02″ nord, 2° 34′ 36″ ouest (Alava)
- Zarmendi, 1 006 m 42° 45′ 56″ nord, 2° 35′ 50″ ouest (Alava)
- Cuervo, 1 000 m 42° 47′ 03″ nord, 2° 42′ 19″ ouest (entre l'Alava et l'enclave de Treviño)
- Pico de Izartza, 997 m 42° 46′ 58″ nord, 2° 33′ 13″ ouest (Alava)
- Zaldiaran, 978 m 42° 47′ 41″ nord, 2° 44′ 12″ ouest (Alava)
- Bustuko Gana, 976 m 42° 47′ 37″ nord, 2° 45′ 18″ ouest (entre l'Alava et l'enclave de Treviño)
- Landarraga, 963 m 42° 46′ 09″ nord, 2° 37′ 38″ ouest (entre l'Alava et l'enclave de Treviño)
- Gortzeta, 949 m 42° 47′ 09″ nord, 2° 42′ 52″ ouest (entre l'Alava et l'enclave de Treviño)
- San Miguel, 943 m 42° 47′ 39″ nord, 2° 46′ 24″ ouest (entre l'Alava et l'enclave de Treviño)
- Los Altos, 925 m 42° 46′ 22″ nord, 2° 28′ 13″ ouest (Alava)
- Areatza, 914 m 42° 46′ 34″ nord, 2° 41′ 17″ ouest (enclave de Treviño)
- Basagana, 909 m 42° 48′ 00″ nord, 2° 44′ 28″ ouest (Alava)
- Bilboreta, 903 m 42° 47′ 19″ nord, 2° 44′ 11″ ouest (Alava)
- Karasta, 903 m 42° 47′ 14″ nord, 2° 43′ 22″ ouest (enclave de Treviño)
- Kastañarri, 903 m 42° 47′ 03″ nord, 2° 34′ 51″ ouest (Alava)
- Askorri, 895 m 42° 45′ 58″ nord, 2° 38′ 58″ ouest (entre l'Alava et l'enclave de Treviño)
- Peña Arrate, 893 m 42° 45′ 28″ nord, 2° 38′ 51″ ouest (enclave de Treviño)
- Almurrain, 881 m 42° 47′ 57″ nord, 2° 33′ 45″ ouest (Alava)
- Bardal, 868 m 42° 46′ 01″ nord, 2° 28′ 38″ ouest (Alava)
- Askartzakoa, 855 m 42° 46′ 58″ nord, 2° 37′ 33″ ouest (Alava)
- Lendizgana, 848 m 42° 47′ 26″ nord, 2° 40′ 14″ ouest (Alava)
- Mendigurena, 843 m 42° 47′ 48″ nord, 2° 35′ 22″ ouest (Alava)
- Eskibiloste, 842 m 42° 47′ 24″ nord, 2° 40′ 44″ ouest (Alava)
- Saimendi, 838 m 42° 47′ 21″ nord, 2° 36′ 54″ ouest (Alava)
- San Kiliz, 836 m 42° 48′ 08″ nord, 2° 43′ 18″ ouest (Alava)
- Telleramendi, 819 m 42° 46′ 36″ nord, 2° 39′ 49″ ouest (Alava)
- Eskibelgo Atxa, 816 m 42° 48′ 57″ nord, 2° 43′ 46″ ouest (Alava)
- Castillo Grande, 806 m 42° 47′ 32″ nord, 2° 48′ 17″ ouest (entre l'Alava et l'enclave de Treviño)
- Alto de la Cruz, 793 m 42° 47′ 50″ nord, 2° 40′ 12″ ouest (Alava)
- Galbarreta, 793 m 42° 48′ 01″ nord, 2° 41′ 46″ ouest (Alava)
- Gometiza, 789 m 42° 46′ 10″ nord, 2° 40′ 39″ ouest (Alava)
- Bostuia, 781 m 42° 43′ 15″ nord, 2° 35′ 06″ ouest (enclave de Treviño)
- Pikozorrotz, 768 m 42° 49′ 11″ nord, 2° 43′ 49″ ouest (Alava)
- Egaña, 749 m 42° 48′ 17″ nord, 2° 37′ 44″ ouest (Alava)
- Santuste, 746 m 42° 45′ 39″ nord, 2° 46′ 33″ ouest (Alava)
- Urretxukomendi, 744 m 42° 47′ 18″ nord, 2° 39′ 33″ ouest (Alava)
- Barlas, 738 m 42° 42′ 51″ nord, 2° 35′ 58″ ouest (Alava)
- Kruzizabala, 736 m 42° 43′ 02″ nord, 2° 36′ 10″ ouest (enclave de Treviño)
- Santakuruzgana, 709 m 42° 49′ 01″ nord, 2° 39′ 46″ ouest (Alava)
- Basotxo, 699 m 42° 48′ 05″ nord, 2° 38′ 58″ ouest (Alava)
- San Miguel, 698 m 42° 42′ 28″ nord, 2° 36′ 40″ ouest (enclave de Treviño)
- Jaundonemikela, 688 m 42° 48′ 39″ nord, 2° 38′ 18″ ouest (Alava)
- Cerro Blanco, 657 m 42° 43′ 57″ nord, 2° 40′ 10″ ouest (enclave de Treviño)
- Arkatxa, 644 m 42° 49′ 21″ nord, 2° 38′ 36″ ouest (Alava)
- Durruma, 571 m 42° 50′ 27″ nord, 2° 36′ 21″ ouest (Alava)